# Roeselia herbuloti
Roeselia herbuloti är en fjärilsart som beskrevs av De Toulgoët 1976. Roeselia herbuloti ingår i släktet Roeselia och familjen trågspinnare. Inga underarter finns listade.